# 佐原香取インターチェンジ
佐原香取インターチェンジ（さわらかとりインターチェンジ）は、千葉県香取市にある東関東自動車道のインターチェンジである。

## 道路
- E51 東関東自動車道（12番）

## 料金所
- ブース数：8

### 入口
- ブース数：3
  - ETC専用：1
  - ETC/サポート：1
  - 一般：1

### 出口
- ブース数：5
  - ETC専用：1
  - サポート：4

## 歴史
- 1986年3月28日：大栄IC - 佐原香取IC間開通
- 1987年11月20日：佐原香取IC - 潮来IC間開通
- 2025年7月17日：料金所がETC専用化[1]。

## 接続する道路
- 千葉県道55号佐原山田線
- 千葉県道253号香取津之宮線

## 周辺
- 香取神宮
- 香取駅
- 佐原駅
- 伊能忠敬記念館
- 佐原の町並み
- 香取市立香取小学校

## 隣
E51 東関東自動車道
(11) 大栄IC - (12) 佐原香取IC - 佐原PA - (13) 潮来IC